# Felice Herrig
Felice Herrig (født 18. september 1984 i Buffalo Grove, Illinois i USA) er en amerikansk kickboxer, thai-bokser MMA-udøver som siden 2014 har konkurreret i organisationen Ultimate Fighting Championship (UFC).
Hun begyndte sin karriere med ved at træne kickboxing og thaiboksning før hun gik over til MMA i 2009.
I september 2011 indgik hun en flerkampskontrakt med XFC i Florida. Hun har siden da konkurreret i Bellator MMA og Invicta Fighting Championships.

## Baggrund
Herrig bestod fra Buffalo Grove High School i 2003.

### Ultimate Fighting Championship

#### The Ultimate Fighter 20
I december 2013 blev det annonceret at hun vil være en af 11 kvinder som skulle kæmpe om at blive UFC's første stråvægtsmester i den nye sæson af tv-serien The Ultimate Fighter. I sæsonen blev hendes hold trænet af UFC-kæmperen Anthony Pettis.
Herrig møder Michelle Waterson den 6. oktober, 2018 på UFC 229.